# Gliese 581
A Gliese 581 egy vörös törpe a Mérleg csillagképen. A Földtől 20,5 fényévre (6,3 parszek) távolságra helyezkedik el. Becsült tömege körülbelül a Napnak az egyharmada, és ez a 101. legközelebbi általunk ismert csillagrendszer. A Gliese 581 az egyik inaktívabb ismert M-típusú csillag, amiből következtetően a körülötte keringő bolygói nagyobb valószínűséggel jelentősebb sűrűségű légköröket tarthatnak, illetve kevésbé lennének sterilizálva a csillagflerektől.